# 立正大学吹奏楽部
立正大学吹奏楽部（りっしょうだいがくすいそうがくぶ、Rissho University Wind Orchestra / Brass Band）は、日本のアマチュア吹奏楽団。立正大学に属する吹奏楽の課外活動団体(学内では「独立団体吹奏楽部」と呼称される)である。2019年時点で全日本吹奏楽コンクールに3回出場している。

## 歴史
- 1961年 ブラスバンド結成準備委員会として発足
- 1962年 演奏活動を開始
- 1964年 吹奏楽研究会に改称
- 1986年 吹奏楽部に改称
- 1997年 全日本吹奏楽コンクール初出場（指揮・佐藤正人）
- 2016年-2017年 全日本吹奏楽コンクール2年連続出場[1]

## コンクールの成績
| 年度 | 指揮者                                | 課題曲                                         | 自由曲                                                                                     | 賞                     |
| ---- | ------------------------------------- | ---------------------------------------------- | ------------------------------------------------------------------------------------------ | ---------------------- |
| 1995 | 大内藤夫                              | IV:アップル・マーチ 野村正憲                   | 世俗カンタータ「カルミナ・ブラーナ」より オルフ／クランス編                                | 都予選:銅              |
| 1996 | 佐藤正人                              | Ⅴ:交響的譚詩～吹奏楽のための 露木正登          | 組曲「ヴァレンシアの寡婦」より III. VI. ハチャトゥリアン／鈴木太志編                       | 都本選:銀              |
| 1997 | 鈴木太志 (都本選) 佐藤正人 (全国大会) | Ⅲ:五月の風 真島俊夫                            | 交響曲第3番「シンフォニー・ポエム」 ハチャトゥリアン／小林久仁郎編                         | 全国大会:銀            |
| 1998 | 佐藤正人                              | Ⅱ:稲穂の波 福島弘和                            | バレエ組曲「ロデオ」より カウボーイの休日 コープランド／小長谷宗一編                       | 都本選:銀              |
| 1999 | 鈴木太志                              | Ⅲ:行進曲「エンブレムズ」 正門研一              | 交響詩「ローマの祭」よりⅠ.チルチェンセス Ⅳ.主顕祭 レスピーギ／佐藤正人編                   | 都本選:銅              |
| 2000 | 佐藤正人                              | Ⅲ:胎動の時代―吹奏楽のために 池辺晋一郎         | 映画音楽「ヘンリー五世」より I.序曲 グローブ座 III.戦いと進軍～終曲 ウォルトン／佐藤正人編 | 都本選:銀              |
| 2001 | 佐藤正人                              | Ⅱ:平和への行列 戸田顕                          | 交響組曲第2番「GR」より 天野正道                                                           | 都本選:銅              |
| 2002 | 佐藤正人                              | Ⅳ:吹奏楽のためのラプソディア 足立正            | 放射と瞑想 （エマナチェ・イ・メディタチェ） 天野正道                                       | 都本選:銀              |
| 2003 | 佐藤正人                              | Ⅰ:ウィナーズ―吹奏楽のための行進曲 諏訪雅彦     | バレエ組曲「ロデオ」より カウボーイの休日 コープランド/ミーガン編                          | 都本選:銀              |
| 2004 | 佐藤正人                              | Ⅳ:鳥たちの神話 藤井修                          | 「GR」より シンフォニック・セレクション 天野正道                                           | 都本選:銀              |
| 2005 | 佐藤正人                              | Ⅰ:パクス・ロマーナ 松尾善雄                    | 交響曲 より 第4楽章 矢代秋雄                                                               | 都本選:金 (代表ならず) |
| 2006 | 佐藤正人                              | V:風の密度 金井勇                              | 交響的舞曲 より 第3楽章 ラフマニノフ／佐藤正人編                                           | 都本選:銀              |
| 2007 | 佐藤正人                              | Ⅳ:マーチ「ブルースカイ」 高木登古              | バレエ音楽「バッカスとアリアーヌ」 ルーセル／佐藤正人編                                    | 都本選:銀              |
| 2008 | 佐藤正人                              | V:火の断章 井澗昌樹                            | 竹取物語 三善晃／天野正道編                                                                | 都本選:銀              |
| 2009 | 佐藤正人                              | Ⅴ:躍動する魂〜吹奏楽のための 江原大介          | エクスピエイション (贖罪) 天野正道                                                         | 都本選:銅              |
| 2010 | 佐藤正人                              | Ⅰ:迷走するサラバンド 広瀬正憲                  | バレエ音楽「中国の不思議な役人」 バルトーク／佐藤正人編                                    | 都本選:銀              |
| 2011 | 佐藤正人                              | Ⅲ:シャコンヌ S 新実徳英                        | 交響曲 矢代秋雄／天野正道編                                                                | 都本選:銀              |
| 2012 | 佐藤正人                              | Ⅲ:吹奏楽のための綺想曲「じゅげむ」 足立正      | 翡翠 J.マッキー                                                                            | 都本選:銅              |
| 2013 | 佐藤正人                              | Ⅲ:復興への序曲「夢の明日に」 岩井直溥          | 交響曲1997「天地人」 譚盾／天野正道編                                                      | 都本選:金 (代表ならず) |
| 2014 | 佐藤正人                              | Ⅱ:行進曲「勇気のトビラ」 高橋宏樹              | 「祝典のための音楽」より I.ファンファーレ II.間奏曲 III.舞曲 グールド／天野正道編          | 都本選:金 (代表ならず) |
| 2015 | 佐藤正人                              | Ⅲ:秘儀Ⅲ－旋回舞踊のためのヘテロフォニー 西村朗 | おほなゐ～1995.1.17 阪神淡路大震災へのオマージュ～ 天野正道                                | 都本選:金 (代表ならず) |
| 2016 | 佐藤正人                              | Ⅱ:スペインの市場で 山本雅一                    | 鼓響…故郷Ⅱ I.童歌 II.奏春 III.鼓響 天野正道                                                | 全国大会:銀            |
| 2017 | 佐藤正人                              | Ⅲ:インテルメッツォ 保科洋                      | 「竹取物語」より 三善晃／天野正道編                                                        | 全国大会:銀            |
| 2018 | 佐藤正人                              | III:吹奏楽のためのワルツ 高昌帥                | 交響曲1997「天、地、人」より 譚盾／天野正道編                                              | 都本選:金 (代表ならず) |
| 2019 | 佐藤正人                              | Ⅲ:行進曲「春」 福島弘和                        | 吹奏楽のための組曲〈1997〉I、Ⅱ、Ⅲ 菊池幸夫                                                 | 都本選:銀              |

## 公演・出演
- 建国記念の日 奉祝パレード-毎年2月11日、マーチングバンドとして出演(原宿表参道周辺:外苑いちょう並木-青山通り-表参道-明治神宮）
- スプリングコンサート-毎年4月頃、同大学熊谷キャンパスで開催
- 銀座ゴールデンパレード-毎年5月5日、マーチングバンドとして出演(銀座1～8丁目歩行者天国)※2022年度以降出演していない
- 定期演奏会-毎年12月、埼玉県内のホール（ウェスタ川越大ホール）で開催
- その他-入学式などの学内演奏、依頼演奏など[2]